# Венцеслав Ангелов
Венцеслав Костадинов Ангелов е български футболист, треньор и преподавател. Той е сред изтъкнатите преподаватели на ВИФ, като е бил завеждащ катедрата „Футбол и тенис“ и заместник-ректор на института. Автор е на 120 труда по теория, методика и практика на футболната игра, на 15 учебници и помагала за футбол. Професор по футбол.
За цялостната си дейност е удостоен със званието „Заслужил деятел на физическата култура“ и носител на орден “Св. Св. Кирил и Методи". В периода 1948 – 1978 е в ръководството на БФФ.

## Футболна кариера
Юноша е на ЖСК (Русе). В периода 1937 – 1938 играе за Левски (Русе). С тима достига финала на Царската купа. След това завършва Висшата школа по физическо възпитание в Будапеща. По време на следването си е футболист на студентския клуб БЕАК.
Играе за Партизани (Ямбол) от 1944 до 1945 г. След това известно време е треньор в Ямбол.

## Треньорска кариера
Венцеслав Ангелов е първият треньор в историята на Академик (София). Благодарение на умелото ръководство на Ангелов, Академик се класира в А група и през сезон 1950 достига до третото място в първенството. Междувременно става помощник на унгареца Андор Хайду в националния отбор на България и е лектор в първата треньорска школа в страната. Превежда книгата на Ласко Фелики относно модерната тогава схема WM и помага на Хайду да наложи тези идеи в националния тим.
През 1951 г. е треньор на Левски (София), заменяйки на поста Иван Радоев. Стабилизира играта на тима и помага на „сините“ да стигнат до третото място след слабо начало на сезона. Напуска, за да се фокусира върху преподавателската си дейност.
През 1952/53 е начело на университетския отбор ВУФ, който играе в Б група. През 1970 г. класира Лъсков (Ямбол) за участие в елита.